# La Dévoyée
La Dévoyée est un film muet français réalisé par Louis Feuillade sorti en 1908.

## Distribution
- Alice Tissot
- Maurice Vinot
- Renée Carl